# William Sheller (album)
Pour le titre, voir Rock 'n' Dollars (chanson).
Albums de William Sheller
Lux aeterna
(1972) Dans un vieux rock 'n' roll
(1976)
L'album William Sheller, aussi connu sous le nom de Rock 'n' Dollars, est le premier album studio en tant que chanteur de William Sheller, sorti en 1975 chez Philips, car il avait déjà enregistré un album instrumental, Lux aeterna, chez CBS.
L'album lance la carrière de l'auteur-compositeur-interprète avec deux simples qui obtiennent le succès : Rock' n' Dollars, qui se moque des chansons francophones qui utilisent des mots anglophones et que Sheller déclare avoir écrit en cinq minutes, et Photos-souvenirs, où il imite la façon de chanter de Véronique Sanson.

## Titres
Toutes les chansons sont écrites et composées par William Sheller, sauf Laisse moi tout seul : Jean-Pierre Lang / William Sheller et Message urgent : William Sheller - Pierre Grosz / William Sheller.
| 1.    | Rock 'n' Dollars         |  |
| 2.    | La maison de Mara        |  |
| 3.    | La fille de Montréal     |  |
| 4.    | Une fille comme ça       |  |
| 5.    | Laisse moi tout seul     |  |
| 6.    | Oncle Arthur et moi      |  |
| 7.    | Photos-souvenirs         |  |
| 8.    | Comme je m'ennuie de toi |  |
| 9.    | Les machines à sous      |  |
| 10.   | Hit-parade Lady          |  |
| 11.   | Savez-vous ?             |  |
| 12.   | Message urgent           |  |
| 34:45 |                          |  |

## Musiciens
- William Sheller : chant, piano
- Alain Suzan ; basse, guitare, percussions
- Alain Weiss : batterie
- Slim Batteux : steel guitare
- Luc Bertin : clavecin, piano électrique
- Marc Chantereau : percussions
- Yves Chouard : guitare
- Patrick Gandolfi : percussions
- Pierre Gossez : saxophone, clarinette
- Michel Ripoche : violon électrique
- Gilbert Roussel : accordéon
- Cora, Patrick Gandolfi, Sabrina Lory, Paul Scemama, William Sheller, Alain Suzan : chœurs

## Singles
- 1975 : Rock'n'dollars / Comme je m'ennuie de toi
- 1975 : La Fille de Montréal / Photos-souvenirs
- 1975 : Les Machines à sous / Oncle Arthur et moi (single hors commerce)